# غريد 2
غريد 2 (بالإنجليزية: Grid 2)‏، هي لعبة فيديو إلكترونية من نوع سباقات السيارات، صدرت في السوق في شهر مايو سنة 2013م، وتعمل لأنظمة التشغيل كل من مايكروسوفت ويندوز وبلاي ستيشن 3 وإكس بوكس 360 وماك أو إس إكس وجهاز آركيد.

## بدء اللعبة
تتضمن اللعبة العديد من مواقع ومدن العالم الحقيقي مثل باريس ودبي وغيرها. كما يشمل المركبات التي تمتد على مدى أربعة عقود. بالإضافة إلى ذلك، نظام معالجة جديدًا أطلق عليه اسم "TrueFeel" من قبل المطورين، والذي يهدف إلى الوصول إلى «نقطة جميلة» بين الواقعية وإمكانية الوصول. لا تتضمن السباقات عرضًا لقمرة القيادة لواجهة شخص الأول. كما تم عرض نمط اللعبة بالطريقة الشهيرة "Drift" عند بدء اللعبة.
يتم منح السائقين معاينة سيارات قبل بدء السباق، ويمكنهم فتح سيارات أخرى من خلال انجاز التحديات والمهمات. بالإضافة إلى تميكن للاعبين من تخصيص أشكال ومخططات للسيارات باستخدام تصميمات رسومية معدة مسبقاً تتكيف مع الألوان أو الظلال المختلفة.

## سباق السلسلة العالمية
سباق السلسلة العالمية World Series Racing وهو حدث تنافسي لسباق السيارات داخل اللعبة، يتم ضمن مسارات مختلفة ويعبر القارات العالم. كما يحتوي على وضع يسمى "LiveRoutes" حيث يتغير مسار الدائرة ديناميكيًا بدون خريطة مسار. كما يتميز بأنواع السباقات المختلفة التي تعتمد على الوقت والاقصاءات وغيرها من أنواع السباقات.
يفترض اللاعب دور السائق الجديد الذي تم تجنيده من قبل المستثمر باتريك كالاهان، للمساعدة في إطلاق WSR من خلال تحدي سائقي نوادي السباق. الفوز بالسباقات ضد السائقين في الأندية الراسخة في أمريكا الشمالية وأوروبا وآسيا يكسب المزيد من المشجعين، ويؤدي إلى موافقة السائقين من تلك الأندية على الانضمام إلى WSR.

## التقييمات
تلقت غريد 2 مراجعات إيجابية بشكل عام من النقاد بعد إصدارها. أعطت ميتاكريتيك تقييماً لإصدار الكمبيوتر 80/100،  وإصدار بلايستشن 3 82/100،  وإصدار الإكس بوكس 360 بتقييم 78/100.